# حزقيال كارلوس كاسيريس
حزقيال كارلوس كاسيريس (بالإسبانية: Juan Carlos Cáceres)‏ هو مغن مؤلف ورسام ومغني وعازف بيانو أرجنتيني، ولد في 1 سبتمبر 1936 في بوينس آيرس في الأرجنتين، وتوفي في 5 أبريل 2015 في Périgny, Val-de-Marne ‏ في فرنسا بسبب سرطان.

## وصلات خارجية
- حزقيال كارلوس كاسيريس على موقع IMDb (الإنجليزية)
- حزقيال كارلوس كاسيريس على موقع ميوزك برينز (الإنجليزية)
- حزقيال كارلوس كاسيريس على موقع ميوزك برينز (الإنجليزية)
- حزقيال كارلوس كاسيريس على موقع ديسكوغز (الإنجليزية)